# Přibice
Přibice (německy Pribitz) jsou obec v okrese Brno-venkov v Jihomoravském kraji. Nacházejí se v Dyjsko-svrateckém úvalu. Žije zde přibližně 1 100 obyvatel.
Jedná se o vinařskou obec v Mikulovské vinařské podoblasti (viniční tratě Vinohrady, Přední, Podsedky, Čtvrtky). Geologicky se obec nachází na tzv. syrovicko-ivaňské terase, kde se nalézají bazální štěrkopísky, živcové písky a štěrkopísky a jílovité štěrkopísky.   Níže (západněji) od obce se nachází pásmo lužních lesů (tzv. Háky, Síčka a Bedřichův les, místními označovaný jako "Fedrech") v nivě řeky Jihlavy. 

## Historie
V období markomanských válek v katastru obce zhruba v letech 172 – 180 n. l. tábořily římské legie, a to ve třech lokalitách severně od obce (I. pod vrškem Studýnková u tzv. "Šlajsny", II. Vinohrady a III. Přední žleby – u tzv. "Vyšinek"). 
První písemná zmínka o obci pochází z roku 1222 (de Briwiz), kdy se ve vsi Briwiz připomíná kostel svatého Jana Křtitele. Ten byl pravděpodobně za tatarského vpádu zničen, takže jej olomoucký biskup Bruno musel v roce 1257 znovu vysvětit. V roce 1322 daroval král Jan Lucemburský vesnici brněnským johanitům, kteří zde měli od roku 1332 svoji komendu - sídlo komtura rytířského řádu. Johanité drželi Přibice až do roku 1520, kdy je získal Vilém z Pernštejna a spojil je natrvalo se statkem židlochovickým. Jeho součástí zůstaly až do zániku patrimoniální správy v roce 1848. V předbělohorském období zde sídlila významná komunita Habánů (novokřtěnců). Komunita měla v Přibicích jeden z největších habánských dvorců, podle aktuálních odhadů antropologů tam žilo kolem 400 lidí.
Obec byla často poničena válečnými událostmi. Zmiňovali jsme již vpád Tatarů ve čtyřicátých letech 13. století. Pravděpodobně tudy protáhla i vojska husitská, která snad měla poblíž svůj tábor, neboť ves bývala v minulosti jmenována také "Přibice nad Táborem". Velmi těžce byla obec postižena událostmi třicetileté války, kdy byla poničena nejvíce z celého židlochovického panství.
Z důvodu německé východní kolonizace na Moravě byla obec až do roku 1945 se sousedními Vranovicemi a Ivaní českým etnickým poloostrovem obklopeným německy mluvícími obcemi Pohořelicka, Mikulovska a Hustopečska. Po Mnichovské dohodě v roce 1938 až do osvobození obce, ke kterému došlo 17. dubna 1945 Rudou armádou, ležela obec přímo na hranici s Velkoněmeckou říší, od 15. března 1939 jako součást Protektorátu Čechy a Morava.
V roce 1895 byla přes obec zřízena železniční trať Vranovice - Pohořelice, která umožnila vlakové spojení s Brnem a Vídní s přestupem v sousedních Vranovicích. Trať, které se v tomto kraji lidově říkalo „lokálka“, fungovala až do 12. prosince 2008.
V letech 1850–1868 a 1949–1960 byly součástí správního okresu Židlochovice, v letech 1868–1948 správního okresu Hustopeče a v roce 1960 byly připojeny k okresu Břeclav. Od roku 2003 jsou součástí správního obvodu obce s rozšířenou působností Pohořelice, od konce roku 2006 jsou společně s dalšími obcemi Pohořelicka součástí okresu Brno-venkov. 
Téměř symbolem obce je řeka Jihlava, která se vyznačuje přirozeným meandrováním s písčitými břehy. Je vyhledávaná především rybáři. V této lokalitě často opouští své koryto a zalévá přilehlé louky, pole a lužní lesy. Poslední významné povodně zasáhly obec v květnu roku 1985 a na přelomu března a dubna roku 2006. Voda z řeky Jihlavy tehdy z důvodu vyššího položení obce zatopila jen přilehlé zahrady a sklepy některých domů.
Přibice byly cílem rybářských výprav významné literární osobnosti Brna v období 1. republiky Jiřího Mahena (1882–1939), který místní lokalitu zmiňuje ve své Rybářské knížce, v kapitole Jarní zpěv. Je zde zmíněna situace při jarních povodních a zmiňována lokalita "Jezírka" a "Jezera", což jsou místní názvy pro části Smolínského potoka, bývalého ramena řeky Jihlavy. 

## Obyvatelstvo
| Rok            | 1869 | 1880 | 1890  | 1900  | 1910  | 1921  | 1930  | 1950  | 1961  | 1970  | 1980  | 1991  | 2001 | 2011  | 2021  |
| -------------- | ---- | ---- | ----- | ----- | ----- | ----- | ----- | ----- | ----- | ----- | ----- | ----- | ---- | ----- | ----- |
| Počet obyvatel | 762  | 906  | 1 018 | 1 053 | 1 145 | 1 145 | 1 235 | 1 270 | 1 310 | 1 284 | 1 123 | 1 010 | 999  | 1 063 | 1 012 |
| Počet domů     | 118  | 157  | 162   | 174   | 209   | 227   | 273   | 307   | 310   | 311   | 314   | 343   | 359  | 382   | 396   |

Vývoj počtu obyvatel

## Obecní správa

### Obecní symboly
Znak a vlajka byly obci uděleny rozhodnutím předsedy Poslanecké sněmovny Parlamentu České republiky dne 25. listopadu 2003. V původním návrhu měl být na obecním znaku maltézský kříž v upomínku na středověkou historii obce spojenou s johanitským řádem. To však narazilo na nesouhlas místních starších občanů, kteří tento symbol spojovali se železným křížem, který užívala německá armáda za 2. světové války.   

## Popis
Jádro obce tvoří ulice, která je kolmá k silnici č. 381 Pohořelice-Žarošice mezi Pohořelicemi a Vranovicemi. V místě, kde se obě cesty spojují, je náves se školou a kostelem a obecním hostincem. V lidové mluvě se obec dělí na neoficiální místní části Horní konec, Dědina, Dolní konec, Těšina, Sliník a Chobot.
V obci se mluví moravským nářečím ze středomoravské nářeční skupiny s prvky východomoravské nářeční skupiny, do které náleží obce sousedního Hustopečska.
V obci je v současnosti mateřská a základní škola (1. stupeň). Obec má vlastní poštu a jsou zde 4 restaurační zařízení a několik obchodů s potravinami. Dále zde funguje oddíl kopané. V objektu bývalých kasáren se jezdí závody „bugatek“. Každý víkend po svátku sv. Jana Křtitele (24. 6.) se v obci konají tradiční krojované hody s tradičním pochodem stárků a stárek v severokyjovských krojích. Jednou za rok v sobotu, většinou v druhé polovině března, pořádá pravidelně přibická organizace Českého zahrádkářského svazu v obecním hostinci Výstavu vín (tzv. košt) se vzorky místních a okolních vinařů, které je možné ochutnat za doprovodu tradiční cimbálové muziky a typickým působivým zpěvem místních obyvatel, kteří jsou tím vyhlášeni po celém okolí.

## Tradiční místní části
Obec nemá oficiální názvy ulic ani místních částí. Neoficiálně jsou v lidovém povědomí po desetiletí užívána označení pro následující části Přibic:
- Dědina – centrální část obce v okolí kostela sv. Jana Křtitele, budovy obecního úřadu, budovy obecního hostince (tzv. "Rathouzu") a budovy místní pošty.
- Dolní Konec – jižní část obce směr na Ivaň, začíná zhruba domem s číslem popisným 139, za mostkem přes svodnici z rybníčku "Jáma" do řeky Jihlavy. Nachází se zde Restaurace U Vdolečka, fotbalové hřiště a místní čistírna odpadních vod.
- Horní Konec – severovýchodní část obce kolem hlavní silnice směrem na Vranovice, nachází se zde kaple sv. Antonína.
- Chobot – zástavba kolem hlavní silnice od kostela sv. Jana Křtitele směrem na Vranovice, mezi "Dědinou" a "Horním Koncem". Začíná budovami Obecního úřadu a ZŠ a MŠ.

- Těšina – severní část obce s centrem v ulici začínající domy s čísli popisnými 69 a 71 a končící domy s čísly popisnými 51 a 247.
- Sliník – poměrně izolovaná severozápadní část obce. Vznikla v 18.–19. století se založením místní cihelny. Starou zástavbu tvořila poměrně malá obydlí, kde bydleli bezzemci, dělníci z místní cihelny a dělníci z továren z okolních měst s vznikem železniční trati Vranovice – Pohořelice v roce 1895. Centrem této části je tzv. "Bartlovo náměstí" trojúhelníkovitého tvaru kolem domů s č.p. 218, 231 a 494. Název je odvozen od jílovité půdy, která dobře sloužila k výrobě cihel. Cihelna se nacházela severně od budovy s č.p. 225. Západně od budovy s č.p. 426 se nachází rybníček, který je pozůstatkem těžby hlíny pro tehdejší cihelnu.[17]
- Rajhradská – označení pro ulici, která kolmo prochází přes hlavní silnici Vranovice – Pohořelice u kaple sv. Antonína. Název vznikl patrně podle původní stezky, která vedla severně od obce směrem na Rajhrad u Brna, která byla starší nebo alternativní k "císařské" silnici Pohořelice – Brno.

## Pamětihodnosti
- Kostel svatého Jana Křtitele
- Kaplička se studánkou Apoštolka
- českobratrská modlitebna, posvěcená roku 1971, sídlo kazatelské stanice ČCE Přibice spadající pod farnost v Nosislavi[18]
- lehké pohraniční opevnění z roku 1938

## Osobnosti
- Libuše Billová (1934–2021) a Maxmilian Hornyš (1927–2015), manželský pár divadelních herců a dabérů, kteří jezdili do Přibic zpočátku na chatu, později (od 90. let) zde bydleli trvale až do sklonku života v domě č.p. 245.
- Matěj Effenberger (1915–?), v letech 1945–1975 byl tajemníkem brněnského sekretariátu Československé strany národně socialistické, po roce 1948 Československé strany socialistické, byl významnou osobností obrodného procesu v ČSS v letech 1968–1970.
- Jiří Mahen (1882–1939), český básník, novinář, dramaturg a literární kritik, Přibice navštěvoval při svých rybářských výpravách.

## Galerie

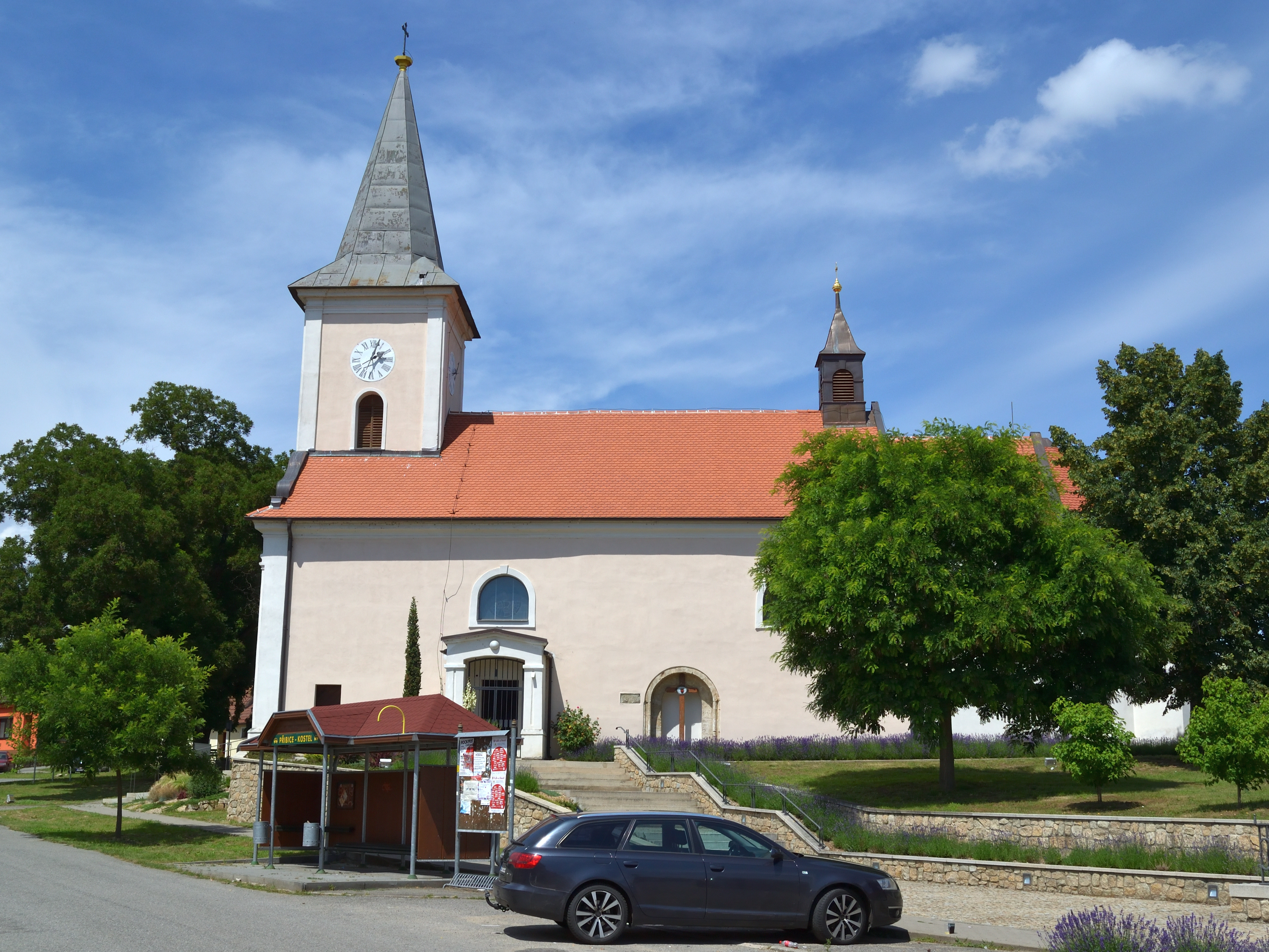
Kostel svatého Jana Křtitele
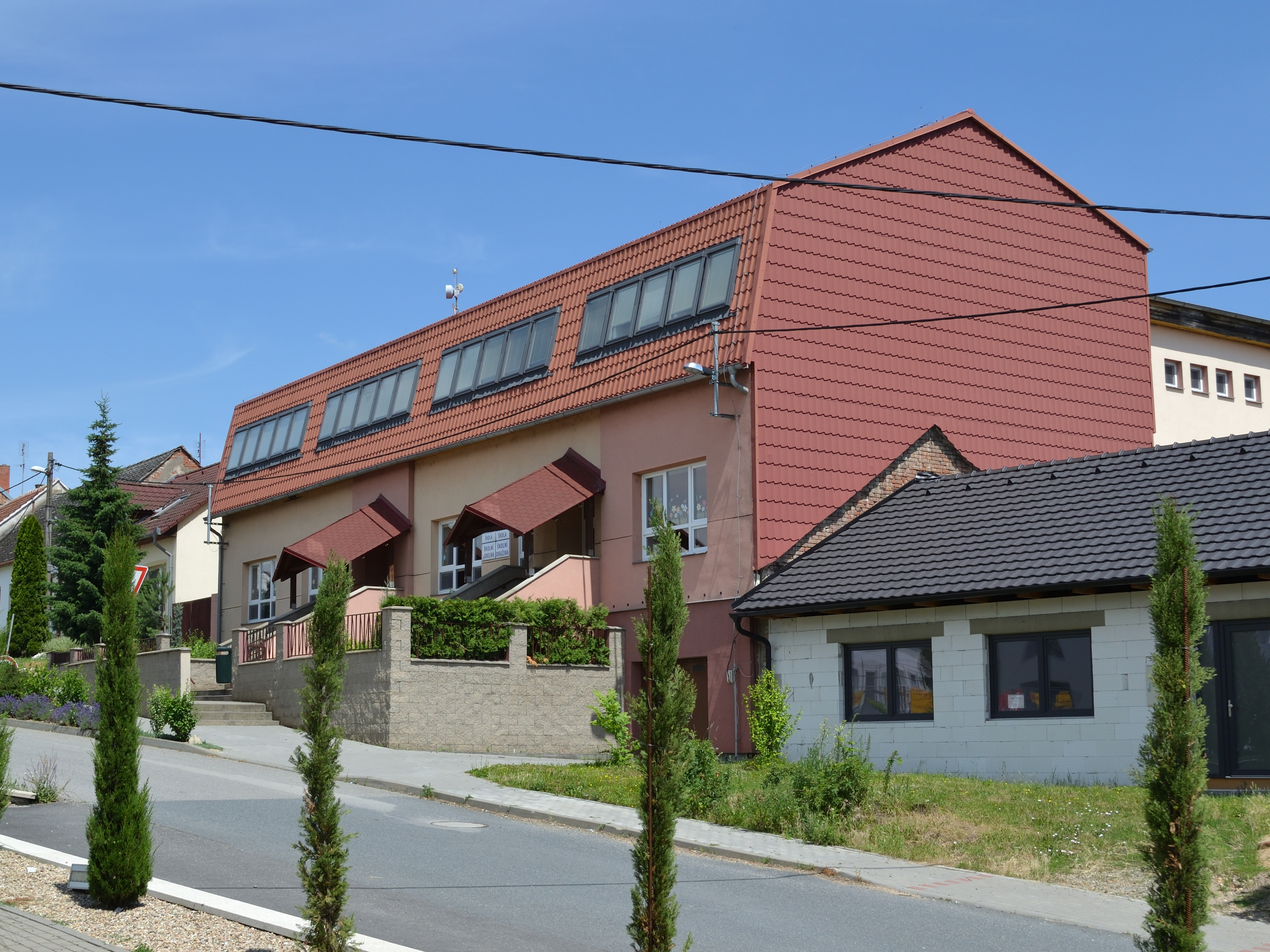
Škola
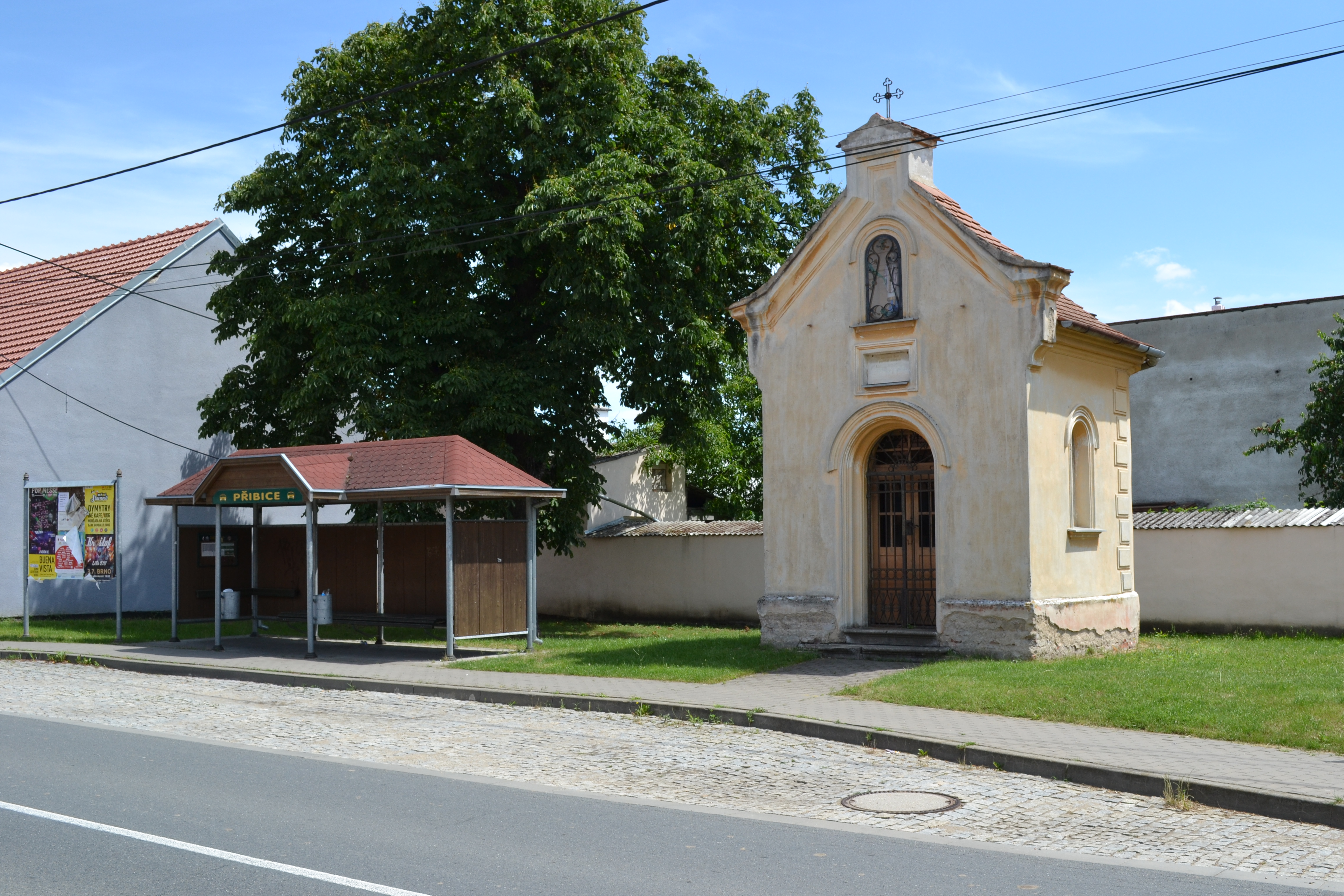
Kaple svatého Antonína
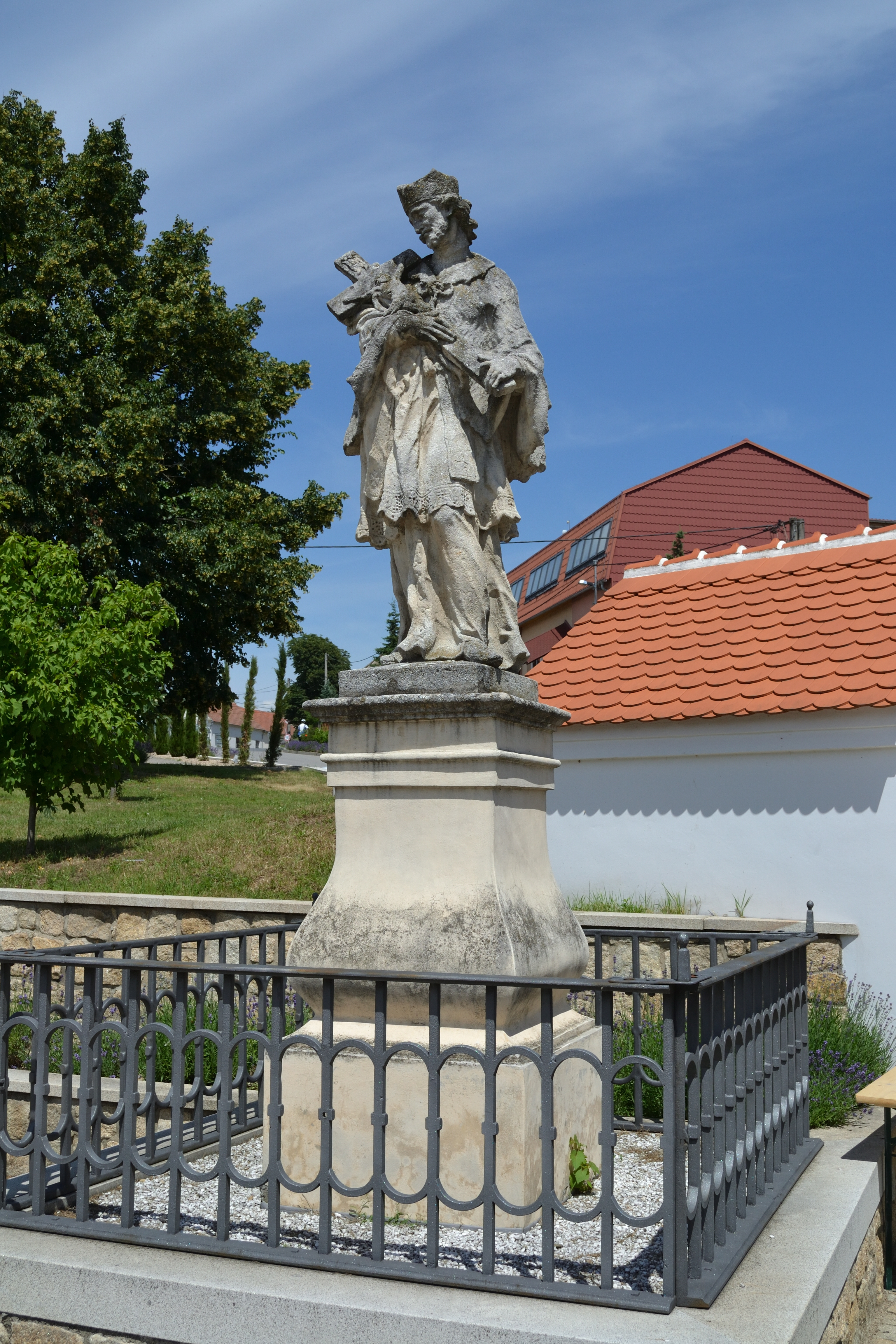
Socha svatého Jana Nepomuckého
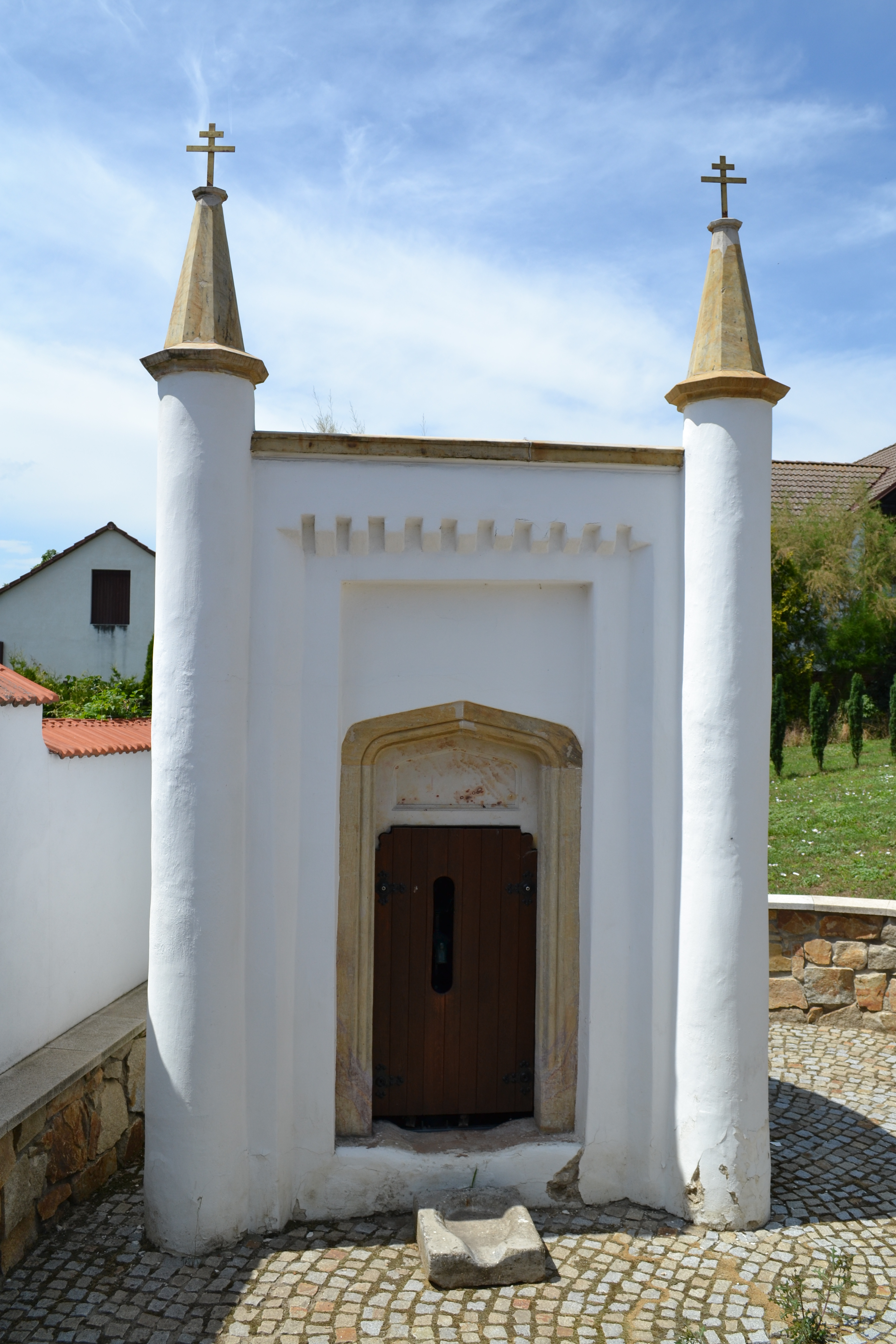
Kaple s pramenem Apoštolka
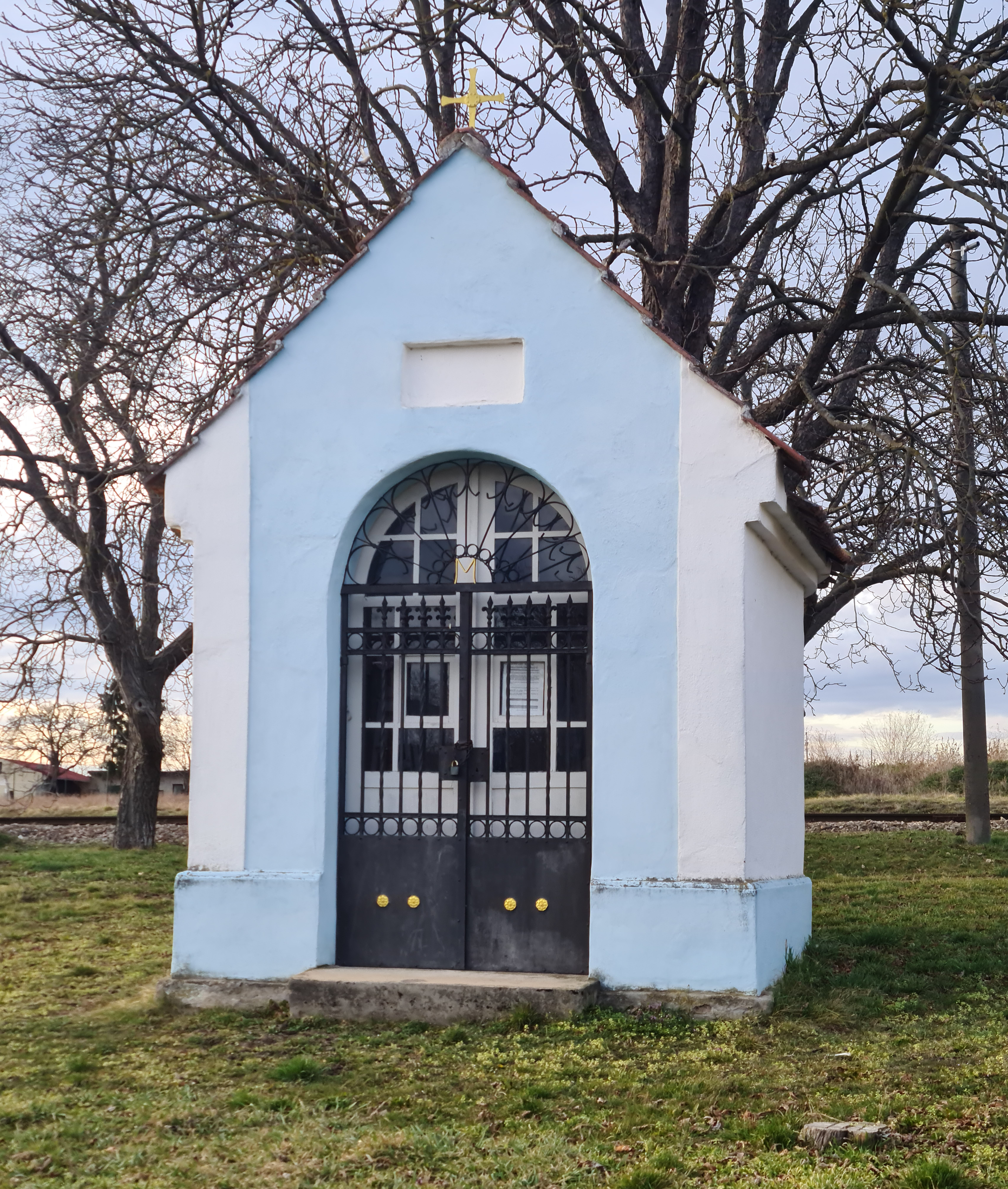
Kaple Ke cti a chvále Boží od manželů Karpiškových
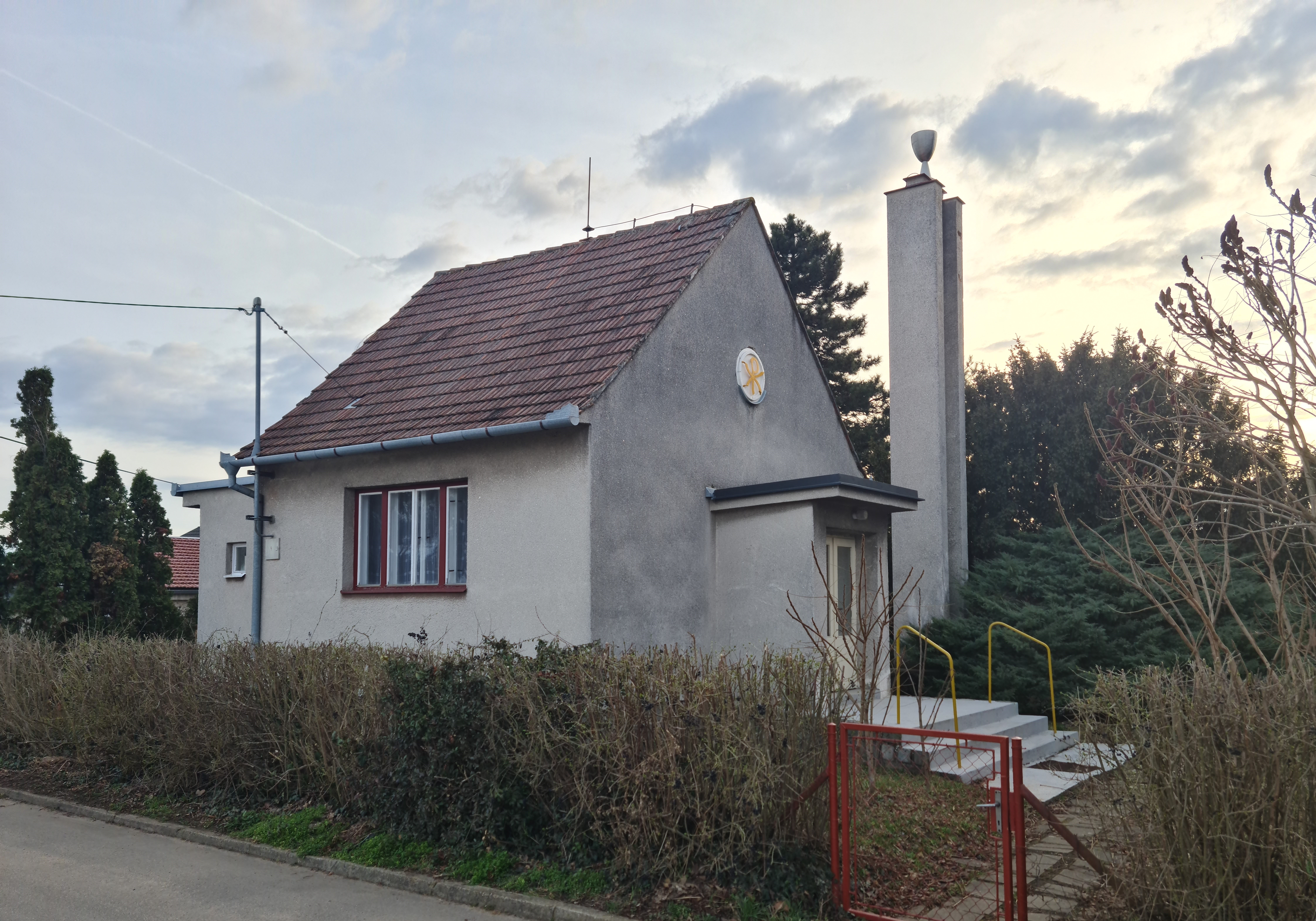
Modlitebna Českobratrské církve evangelické